# Digitaria monopholis
Digitaria monopholis är en gräsart som beskrevs av Clayton. Digitaria monopholis ingår i släktet fingerhirser, och familjen gräs. Inga underarter finns listade i Catalogue of Life.